# Stefano Nardini

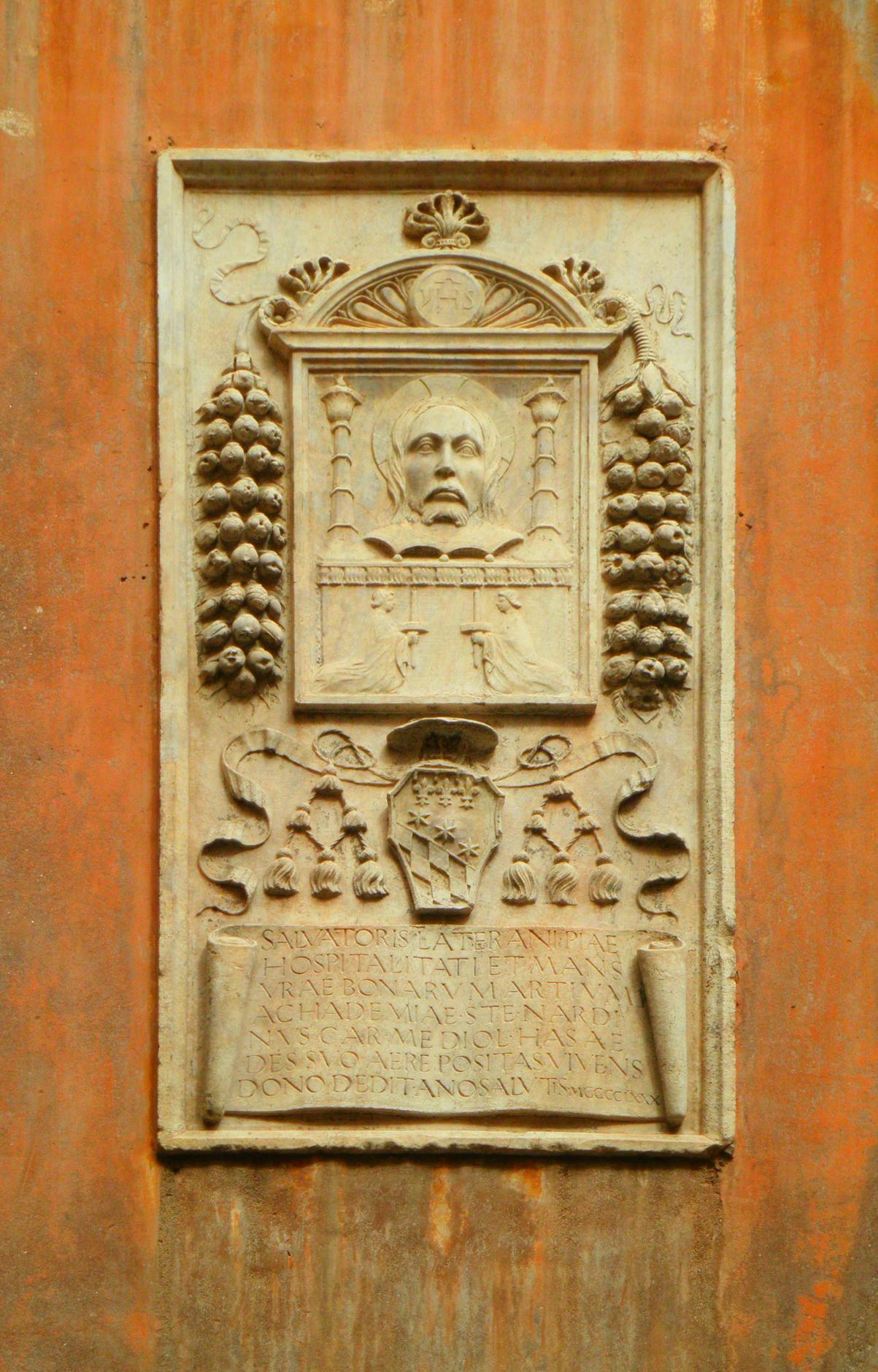
Roma, via del Governo vecchio, epigrafe dell'immobile donato dal cardinale Nardini per la fondazione del collegio, con lo stemma Nardini.

Stefano Nardini, o di Nardo, detto anche il cardinale di Milano (Forlì, 1420 circa – Roma, 22 ottobre 1484), è stato un cardinale e arcivescovo cattolico italiano.
Era patrizio di Forlì.

## Biografia

### Origini e formazione

#### Da soldato ad ecclesiastico
Stefano Nardini nacque, probabilmente, nel palazzo della famiglia Nardini a Forlì, intorno al 1420 da Nardino e Giulia dell'Aste. Nipote del futuro arcivescovo Carlo Nardini, Stefano in gioventù intraprese la carriera militare (si mise al servizio di Antonio I Ordelaffi e poi di Francesco Sforza), ma successivamente si dedicò alla carriera ecclesiastica entrando nella Corte pontificia di Roma. Laureatosi nello Studium di Bologna in utroque iure il 19 giugno 1445, il Nardini fu nominato canonico del capitolo della cattedrale metropolitana di Ferrara e Tesoriere Generale delle Marche, venne nominato Governatore di Romagna sotto il pontificato di Callisto III.
Ottenne poi la piena fiducia di Pio II (del quale era stato alle sue dipendenze da cardinale, ricoprendo l'incarico di presidente della Segnatura Apostolica) e da questi fu inviato in Germania presso l'imperatore Federico III, presso il quale ottenne importanti risultati per conto della santa sede. Pio II lo inviò anche in Francia e in Aragona per dirimere delle questioni con i rispettivi sovrani e, dopo che il sovrano di quest'ultimo regno abrogò una legge che contrastava con gli interessi della Chiesa, Pio II lo premiò nominandolo arcivescovo di Milano e, l'11 gennaio 1462, vicecamerlengo (carica che poi manterrà fino al 1464).

### Arcivescovo di Milano

#### L'assenza continua da Milano (1461-1466)
Eletto arcivescovo di Milano il 13 novembre 1461, succedette allo zio Carlo, occupandone la sede sino alla propria morte. In quanto stretto collaboratore del papa, non poté prendere immediatamente possesso dell'arcidiocesi. Entrò a Milano, infatti, solo il 16 maggio del 1463. Nel giro di pochi mesi, però, il Nardini dovette partire alla volta di Ancona, ove Pio II stava progettando la creazione di una crociata volta alla riconquista di Costantinopoli, impresa che fallì miseramente e che afflisse talmente il pontefice da portarlo alla morte (14 agosto). Ritornato a Roma per il conclave del 1464, assieme al vescovo Teodoro Lelio di Treviso, si oppose al decreto papale che riduceva il numero dei cardinali elettori in un conclave per l'elezione pontificia. Il nuovo pontefice Paolo II, oltre a nominarlo Governatore di Roma, lo fece anche nunzio straordinario a Napoli, per poi passare alla nunziatura di Francia (aprile 1467-1468), risiedendo a Parigi; nel 1482 fu invece Legato a Viterbo. Questi continui incarichi politici portarono il Nardini a nominare una serie di vicari capitolari e vescovi ausiliari per la gestione dell'arcidiocesi: Lancillotto conte di Medde e Romano de Barni, ma anche Ambrogio de' Crivelli prevosto di S. Ambrogio, Davide de Lanterii, Pino dell'Aste, Giovanni da Viterbo.

#### La prima permanenza milanese (1466-1471)
Seguirono (nonostante gli spostamenti con la Francia) degli anni relativamente tranquilli per il Nardini, il quale poté rivolgere la propria attenzione verso la Diocesi. Sebbene occupato dagli incarichi diplomatici, il Nardini non si dimenticò mai di governare in modo energico e deciso la propria sede (già appena entrato nel 1463, l'arcivescovo protesse un gruppo di domenicani che erano giunti a Milano sotto la protezione del conte Gaspare Vimercati). Apprezzato già da Francesco Sforza (il quale però a mala pena tollerava le continue assenze dell'alto prelato), nei primi anni di governo del figlio Galeazzo Maria il Nardini risiedette più stabilmente a Milano, dimostrando energie e buone intenzioni:
(Eugenio Cazzani, Vescovi e Arcivescovi di Milano, cit., p. 214)

### La benevolenza di Sisto IV (1471-1484)
La permanenza a Milano fu però molto breve. In seguito alla morte di Paolo II, il Nardini andò a Roma nel luglio del 1471 per partecipare al conclave. Eletto pontefice il cardinale Della Rovere col nome di Sisto IV, Nardini si segnalò presso il nuovo papa per il suo ingegno e le sue capacità. Per questo motivo, fu tra i collaboratori preferiti di papa Sisto IV che lo elevò al rango di cardinale nel concistoro del 7 maggio 1473 (come cardinale di Sant'Adriano, poi cambiato con quello di Santa Maria in Trastevere il 12 novembre 1476), assieme a quello che sarà il suo successore, Giovanni Arcimboldi.
Altri onori concessi da papa Sisto furono concessi al Nardini: abate commendatario del monastero di Saint-Sauveur de Lodève (31 agosto 1473) e del monastero benedettino di Saint-Sauveur de Blaye, nell'arcidiocesi di Bordeaux (21 novembre 1473); venne nominato anche abate commendatario del Monastero benedettino di Santo Stefano di Genova (24 dicembre 1473-15 marzo 1474, ritiratosi). Il 5 luglio 1479 rassegnò le proprie dimissioni dalla commenda del monastero benedettino di San Cuesna, nella diocesi di Barcellona e l'11 gennaio 1480 rassegnò le proprie dimissioni anche da quello del monastero vallombrosiano di San Bartolomeo, nella diocesi di Novara. Il 30 gennaio dello stesso anno rinunziò anche all'incarico di Abate commendatario del monastero benedettino di Sant'Ambrogio a Milano e di un altro monastero di cui cedette i diritti al nipote Giovanni. Nominato Camerlengo del Sacro Collegio (8 gennaio 1481 - 7 gennaio 1482), ricevette nel proprio palazzo romano Roberto Malatesta, comandante delle truppe pontificie, che venne ucciso poi il 10 dicembre 1483 nel corso degli scontri.
Il cardinale Nardini fece erigere, nel 1484, una cappella nella Basilica di Santa Maria in Trastevere, che fece decorare dal suo celebre concittadino e allora pictor papalis Melozzo da Forlì.

#### Morte
In seguito alla morte di Papa Sisto, Nardini partecipò al conclave dell'agosto 1484 in cui fu eletto Giovanni Battista Cybo, che prese il nome di Innocenzo VIII. Nominato legato pontificio ad Avignone, il Nardini non poté però espletare questo compito: morì infatti a Roma il 22 ottobre dello stesso anno. Fu sepolto nella Basilica Vaticana.

## Il Collegio Nardini
Il Nardini non fu soltanto un valente diplomatico e politico. Il prelato fu infatti il fondatore del "Collegio Nardini" (1478) nell'attuale via di Parione (non lontano dal palazzo del Governo Vecchio e unito alla chiesa di San Tommaso in Parione a Roma), inizialmente aperto a soli 24 studenti.